# Діти-герої (Мексика)

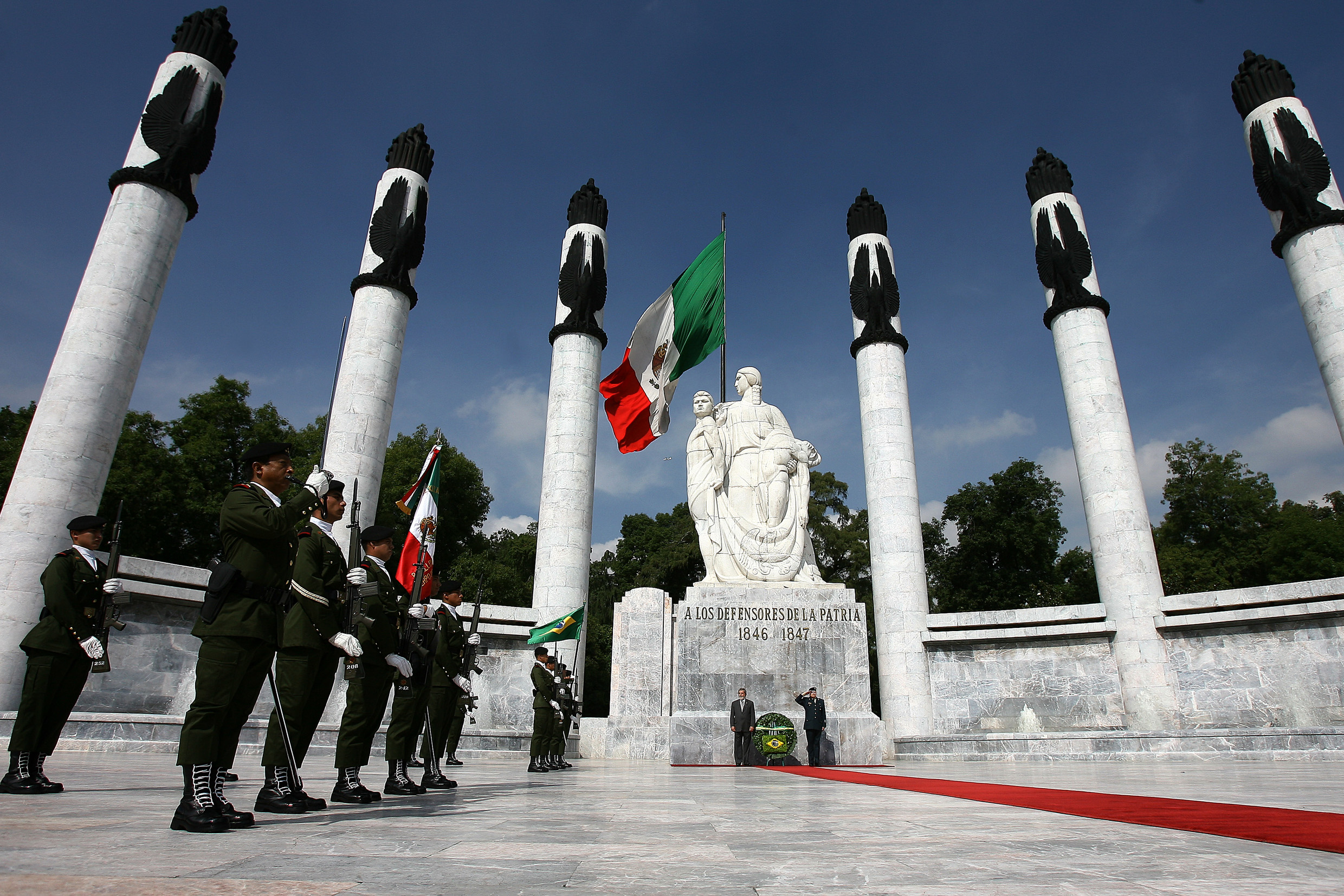
Монумент дітям-героям під час офіційних заходів

Ді́ти-геро́ї (ісп. Niños Héroes) — шестеро мексиканських підлітків-курсантів військової школи, які трагічно загинули 13 вересня 1847 року у битві проти американських військ під час американо-мексиканської війни. На місці загибелі підлітків був споруджений меморіал, роковини героїчного вчинку курсантів відзначаються в Мексиці щорічно 13 вересня.

## Історичні дані
Події пов'язані із загибеллю підлітків відбувалися на останніх етапах Американо-мексиканської війни, під час битви при Чапультепеку 13 вересня 1847 року. Мексиканські війська закріпилися у фортеці Чапультепек, яка захищала столицю країни Мехіко від значно сильнішої і чисельнішої армії США.
Перед війною у фортеці Чапультепек розташовувалася військова академія, після початку військових дій багато з курсантів академії були призвані до армії і брали участь у військових діях. Під час битви за Чапультепек, коли стало зрозуміло, що американські війська перемагали, командувач мексиканськими військами у столиці Ніколас Браво наказав залишити фортецю і відступити. Попри це, шестеро молодих курсантів у віці від 13 до 19 років відмовилися залишити свої місця і вирішили дати бій переважальним силам американців. Усі курсанти героїчно загинули під час битви.
За свідченням очевидців один з курсантів, Хуан Ескутіа, щоб не дозволити американцям захопити мексиканський прапор, загорнувся у нього перед загибеллю. Цей героїчний вчинок відображений на фресках меморіалу, який був споруджений на місці битви. Вчинок шести курсантів-героїв залишився в історії Мексики як зразок героїзму та самопожертви, їхніми іменами названі численні вулиці, площі, школи Мексики. Зображення дітей-героїв з'являлися також на мексиканських банкнотах. Численні міжнародні делегації відвідують меморіал дітям-героям під час офіційних заходів.

## Діти-герої
- Хуа́н де ла Барре́ра
- Хуа́н Еску́тія
- Франсі́ско Ма́ркес
- Аґусті́н Ме́лгар
- Ферна́ндо Мо́нтес де О́ка
- Вісе́нте Суа́рес